# Фазан-вухань
Фаза́н-вуха́нь (Crossoptilon) — рід куроподібних птахів родини фазанових (Phasianidae). Представники цього роду мешкають в горах Китаю, тибетські фазани-вухані — також в горах Північно-Східної Індії.

## Опис
Фазани-вухані — це відносно великі фазани, середня довжина яких становить 75-100 см, враховуючи хвіст довжиною 44,7-58,2 см. Самці фазанів-вуханів важать 1650-2750 г, а самиці 1400-2050 г. Ці птахи мають видовжену форму тіла, лапи у них короткі, стернові пера китицеподібні і досить м'які. Забарвлення однотонне, переважно сріблясто-сіре, навколо очей великі червоні плями, під дзьобом білі "вуса", що переходять в помітні пір'яні "вуха". Хвостове оперення складається з 12-24 стернових пер. Статевий диморфізм у фазанів-вуханів слабо виражений.

## Види
Виділяють чотири види:
- Фазан-вухань тибетський (Crossoptilon harmani)[7]
- Фазан-вухань білий (Crossoptilon crossoptilon)
- Фазан-вухань бурий (Crossoptilon mantchuricum)
- Фазан-вухань сизий (Crossoptilon auritum)

## Етимологія
Наукова назва роду Crossoptilon походить від сполучення слів дав.-гр. κροσσοι — бахрома і πτιλον — перо.